# مارسيلينو مارتينيز
مارسيلينو مارتينيز (بالإسبانية: Marcelino Martínez Cao) ، من مواليد 29 ابريل 1940 ، لاعب كرة قدم إسباني سابق.
لعب مع منتخب إسبانيا لكرة القدم.

## روابط خارجية
- مارسيلينو مارتينيز على موقع الاتحاد الدولي (مؤرشف)  (الإنجليزية)
- مارسيلينو مارتينيز على موقع الاتحاد الأوربي (الإنجليزية)
- مارسيلينو مارتينيز على موقع قاعدة بيانات كرة القدم.إي يو (الإنجليزية)
- مارسيلينو مارتينيز على موقع ناشيونال فوتبول تيمز (الإنجليزية)
- مارسيلينو مارتينيز على موقع عالم كرة القدم.نت (الإنجليزية)